# Fort Cockham Wood
Le fort Cockham Wood a été construit en 1669 sur la rive nord de la rivière Medway, dans le Kent en Angleterre.
En collaboration avec le fort de Gillingham, il a assumé le rôle de défendre l’arsenal de Chatham Dockyard contre une attaque maritime, rôle qui avait été joué par le château d'Upnor au cours des cent années précédentes. Construit en 1669 par Sir Bernard de Gomme à la suite du raid sur la Medway mené par les Néerlandais jusqu’à l’arsenal de Chatham en 1667. Le fort a été construit avec une base en brique supportant un étage supérieur de terrassements. Il fut construit avec 21 canons sur le niveau inférieur et 20 sur le niveau supérieur.
Le fort fut abandonné vers 1818 après plusieurs décennies de délabrement progressif. Une partie de sa structure est toujours debout, la partie la plus évidente étant la maçonnerie de la batterie inférieure qui est une caractéristique importante sur la rive de la rivière Medway.
Prévu pour être inscrit comme monument historique, il figure sur l’Inventaire du patrimoine en péril.